# HMS York (1706)
El HMS York fue un navío de línea de 60 cañones de cuarta clase de la Royal Navy, construido en el astillero de Plymouth y botado el 18 de abril de 1706.
El York fue alargado en 1738, y permaneció en servicio hasta 1750, cuando fue hundido para formar parte de un rompeolas.

## Fuente
- Lavery, Brian (2003). The Ship of the Line - Volume 1: The development of the battlefleet 1650-1850. Conway Maritime Press. ISBN 0-85177-252-8.

- Datos: Q5635029